# Paszadżikowo
Paszadżikowo, Pašadžikovo (maced. Пашаџиково) – wieś w północno-wschodniej Macedonii Północnej, w gminie Koczani.